# El Rajadell
El Rajadell, també conegut com a Cal Rejadell o el Rejidell és un mas de l'antiga parròquia de Sant Miquel Sesperxes, situat a l'extrem meridional del municipi de Sant Martí de Centelles, administrativament pertanyent a Osona tot i que està situada al vessant vallesà dels Cingles del Bertí, a la falda del turó del Rajadell.
És un dels masos més joves de la zona, ja que data de mitjans del segle xix. És un edifici de mida petita, orientat a l'est i construït sobre margues. La planta és lleugerament rectangular de dos plantes. La coberta és de doble vessant i la paret està poc treballada, és de carreu petit combinat amb carreus de mida mitjana. La porta principal és adovellada i està flanquejada per dos finestres per banda. El mas és el centre d'una petita explotació ramadera i actualment és habitat.